# Phaeophilacris strinatii
Phaeophilacris strinatii är en insektsart som beskrevs av Lucien Chopard 1958. Phaeophilacris strinatii ingår i släktet Phaeophilacris och familjen syrsor. Inga underarter finns listade i Catalogue of Life.